# 魏永篤
魏永篤（1945年6月29日—，英文名：Edward），畢業於東吳大學會計系，美國喬治亞大學企業管理碩士。曾為勤業會計師事務所與眾信聯合會計師事務所之會計師、勤業眾信聯合會計師事務所總裁、德勤國際組織董事。現為國泰世華銀行的獨立董事。

## 個人經歷
曾任職於勤業會計師事務所與眾信聯合會計師事務所。因安能（Enron）財務醜聞爆發，美國安達信事務所（Arthur Andersen）做假帳兼銷毀財務資料，波及勤業、備受質疑。
於2003年6月1日，原兩事務所合併為「勤業眾信會計師事務所」，魏永篤擔任首任總裁，至2006年總裁任期屆滿。
於任職總裁期間，讓事務所成為德勤國際組織（Deloitte Touche Tohmatsu）亞洲第四大會員，自己也進軍德勤國際組織全球董事會，成為三十三名全球董事之一。
魏永篤退休後曾擔任「中華社會福利聯合勸募協會」理事長，
後來成立魏永篤會計師事務所，為負責人。曾兼任過遠百、五鼎、聯強、台泥四家公司的獨董，現為國泰世華銀行的獨立董事。
私下喜歡唱歌及收藏袖釦、紅酒、世界各地磁鐵，其配偶林蕙馨為業餘畫家及業餘室內設計師。

## 註腳
1. ↑  魏永篤Ed Way | LinkedIn 檔案[永久]
2. 1 2 3  胡采蘋. . 商業周刊. 2003-07-03, (815): 36.
3. ↑  總統接見「中華社會福利聯合勸募協會」代表
4. ↑  洪綾襄. . 財訊雙週刊. 2015-06-23, (479).[永久]
5. ↑  國泰世華銀獨立董事改由魏永篤擔任
6. ↑  魏永篤夫婦 逍遙賽神仙
7. ↑  魏永篤聽某嘴大富貴